# Нижньорожанська сільська рада
Нижньорожанська сільська рада — колишній орган місцевого самоврядування у Сколівському районі Львівської області. Адміністративний центр — село Нижня Рожанка.

## Загальні відомості
Нижньорожанська сільська рада утворена в 1940 році. Територією ради протікає річка Рожанка.

## Населені пункти
Сільській раді підпорядковані населені пункти:
- с. Нижня Рожанка
- с. Верхня Рожанка

## Склад ради
Рада складається з 16 депутатів та голови.

### Керівний склад попередніх скликань
| ПІБ                         | Основні відомості                                                                     | Дата обрання | Дата звільнення |
| --------------------------- | ------------------------------------------------------------------------------------- | ------------ | --------------- |
| Лесів Василь Васильович     | Сільський голова, 1960 року народження, член Всеукраїнського об'єднання «Батьківщина» | 26.03.2006   | 31.10.2010      |
| Феденяк Ярослава Михайлівна | Сільський голова, 1967 року народження, освіта вища, Політична партія «Наша Україна»  | 31.10.2010   |                 |

Примітка: таблиця складена за даними джерела

## Населення
Згідно з переписом УРСР 1989 року чисельність наявного населення сільської ради становила 1861 особа, з яких 921 чоловік та 940 жінок.
За переписом населення України 2001 року в сільській раді мешкало 2018 осіб.

### Мова
Розподіл населення за рідною мовою за даними перепису 2001 року:
| Мова       | Відсоток |
| ---------- | -------- |
| українська | 99,80 %  |
| російська  | 0,20 %   |